# Résistance (mini-série)
Pour les articles homonymes, voir Résistance.
Résistance est une mini-série française en six épisodes de 52 minutes, créée par Dan Franck et diffusée entre le 19 mai 2014 et le 2 juin 2014 sur le réseau TF1. La série a été nommée aux Globes de cristal en 2015 dans la catégorie du meilleur téléfilm-série télévisée. Elle est diffusée depuis août 2015 au Royaume-Uni sur More4 (télévision numérique terrestre), chaîne du groupe Channel 4.
La série est inspirée de faits réels de l'histoire de la Résistance française sous l'Occupation : le Groupe du musée de l'Homme, le procès de la Maison de la Chimie, le mouvement Combat...

## Synopsis
Paris en 1940, la jeune Lili a dix-sept ans et rejoint les résistants du Groupe du musée de l'Homme.

## Distribution

### Acteurs principaux
- Pauline Burlet : Lili Franchet, dite « Alice »
- Tom Hudson : Jean Frydman, dit « Jeannot »
- César Domboy : René, dit « le Gosse »
- Jérémie Petrus : André Kirschen
- Robert Plagnol : Boris Vildé, dit « M. Jacques »
- Stéphane Debac : Albert Mulveau
- Nicolas Koretzky : Charles Gonard, dit « Morlot »
- Pascale Arbillot : Berty Albrecht, dite « Victoria »
- Isabelle Nanty : Paulette
- Fanny Ardant : la comtesse
- Richard Berry : le père de Lili
- Valérie Karsenti : Maryka
- Louis-Emmanuel Blanc : Georges Tondellier
- Alain Doutey :  Paul Rivet

### Acteurs récurrents
- Cristina Flutur : Cristina Boïco
- Grégory Gatignol : Jean Multon
- Matthias Van Khache : André Weil-Curiel
- Alexis Michalik : Velin
- Vincent Joncquez : Léon-Maurice Nordmann
- Christelle Cornil : Sylvette Leleu
- Raphaël Ferret : Pierre Tourette
- Jochen Haegele : Doering
- Pierre Kiwitt : Le procureur Gottlobb
- Vladimir Perrin : Pierre Georges, dit « Frédo »
- Jeanne Ruff : Mireille
- Christian Charmetant : le père d'André Kirschen
- Sophie Le Tellier : la mère d'André Kirschen
- Matila Malliarakis : Bernard Kirschen
- Tatiana Gousseff : Mme Elek
- Nathan Parent : Tommy Elek

## Fiche technique
- Titre original : Résistance
- Création : Dan Franck
- Réalisation : David Delrieux et Miguel Courtois
- Scénariste : Dan Franck, d'après une idée originale de Alain Goldman[1]
- Décors : Laurence Brenguier
- Costumes : Édith Vesperini et Stéphan Rollot
- Photographie : Stéphane Le Parc et Dominique Bouilleret
- Montage : Jean-Paul Husson et Stéphanie Pelissier
- Musique : Thierry Westermeyer
- Production : Isabelle Degeorges, Ilan Goldman
- Sociétés de production : Gaumont Television, Légende Films ;
- Sociétés de distribution : TF1 Distribution
- Budget : 8 500 000 d'euros[2]
- Pays d'origine :  France
- Langue originale : français, allemand
- Format : couleur
- Genre : mini-série
- Durée : 52 minutes
- Dates de diffusion :
  -  Suisse romande : 16 mai 2014 sur RTS Un[3]
  -  France : 19 mai 2014 sur TF1

## Production

### Développement
Le Parisien annonce, en juillet 2013, la préparation d'une mini-série de six épisodes de 52 minutes sur le thème de la Résistance dans le but de la diffuser sur TF1 à l'occasion du 70e anniversaire de la libération de Paris et que le scénario est de Dan Franck, le créateur de cette série produite par Légende Films.
Ce projet remonte à 2006 où le producteur Alain Goldman partage son idée sur la Résistance des jeunes à la télévision avec l'écrivain Dan Franck, qui connait « bien la période pour avoir écrit des livres et un téléfilm sur Jean Moulin », et lui demande de se pencher là-dessus.
France Télévisions ne peut pas se lancer à cause de la série similaire Un village français qui doit être diffusée sur France 3. Alors qu'elle ne possède aucune série historique, le producteur de Légende Films pense au groupe TF1 et plus tard, Gaumont Télévision et Légende Films en font partie. Malheureusement, avec douze épisodes de 52 minutes, entièrement écrits par l'écrivain Dan Franck dans « une liberté totale », le projet est onéreux pour cette société : TF1 décide de tout arrêter au bout d'un an. Déterminé, le producteur convainc le patron de la chaîne Nonce Paolini et finit par réussir avec une condition de réduire les coûts : « Ce projet était en péril. Tout le monde a fait des efforts pour qu’il puisse aboutir. Dans l’idéal, il en aurait fallu huit. J’ai dû couper pas mal de choses, dont des scènes dans le maquis », raconta-t-il.
Le scénariste réécrit alors un scénario plus serré en quelques mois, « jour et nuit », qu'il termine en juin 2013, les « six épisodes [qui] courent de 1940 à 1944. [Lui] qui suis d’habitude très politique, [il] n’[a] pas mis de politique dans [son] écriture. [Son] but est surtout de montrer le courage de ces jeunes », expliqua-t-il.

### Auditions
L'ayant rencontrée maintes fois sur les plateaux de La Môme d'Olivier Dahan, le producteur Alain Goldman confie le rôle principal de Lili à l'actrice belge Pauline Burlet. Quant au père de ce personnage, il est joué par Richard Berry. Ce dernier personnage est sous l'inspiration de Jean-Pierre Lévy, le chef du mouvement Franc-Tireur.
Après l'avoir découvert dans la série franco-allemande Borgia, César Domboy interprète René dit « le Gosse » — ce personnage est inspiré de la vie de René Sénéchal, un jeune comptable du Nord — et l'explique que « sur le papier son exécution était romantique, mais quand [il] l'[a] jouée, c'était vraiment affreux », tout comme Tom Hudson ayant été séduit par son personnage Jeannot — inspiré de Jean Frydman, ami de Dan Franck, qui jadis était un très jeune résistant de quinze ans.
À l'origine prévue pour Isabelle Adjani qui se voit obligée de l'abandonner pour des raisons de santé, la production confie le rôle de la comtesse à Fanny Ardant, un personnage torturé par Klaus Barbie, et qui a réellement existé sous le nom de la comtesse de La Bourdonnais.
Isabelle Nanty joue Paulette, une gérante d'une maison close en plein Paris.
Pascale Arbillot est Berty Albrecht, ou Victoria de son nom de résistante en tant qu'éditrice de journaux clandestins en pleine nuit.

### Tournage
L'action de la mini-série se déroule à Paris et à Lyon.
Le tournage débute le 14 octobre 2013 pour l'achever le 31 janvier 2014. L'équipe de la production se déplace, en fin octobre 2013, à Bordeaux pour filmer les scènes dans les décors de la place de la Bourse, avant de se rendre à Béthune, à Libourne d'où l'ancienne école de sous-officiers de la gendarmerie se transforme en un tribunal militaire allemand et la salle des mariages de l'hôtel de Ville, en siège de la Gestapo au début de novembre 2013, à Paris et à Cormeilles-en-Parisis pour le fort. La ville de Bordeaux et sa région ne font pas partie du déroulement de la série, mais étant donné que l'hôtellerie y est moins onéreuse, la ville a été préférée à Paris. Le réalisateur, Miguel Courtois, explique qu'ils ont « choisi ces lieux de tournage car les bâtiments et les rues sont relativement préservés par la modernité. Dans d'autres régions de France, il y a beaucoup trop de détails anachroniques et cela [leur] coûterait très cher en décoration ». Le dernier tournage a lieu à Saint-Rémy-lès-Chevreuse, fin janvier 2014, au château de Vaugien.
Plus de trois mois de tournage pour un budget de 8 500 000 d'euros, ce projet nécessite 100 décors, 200 sous-décors et 1 500/2 000 figurants pour l'ensemble de cette mini-série,.

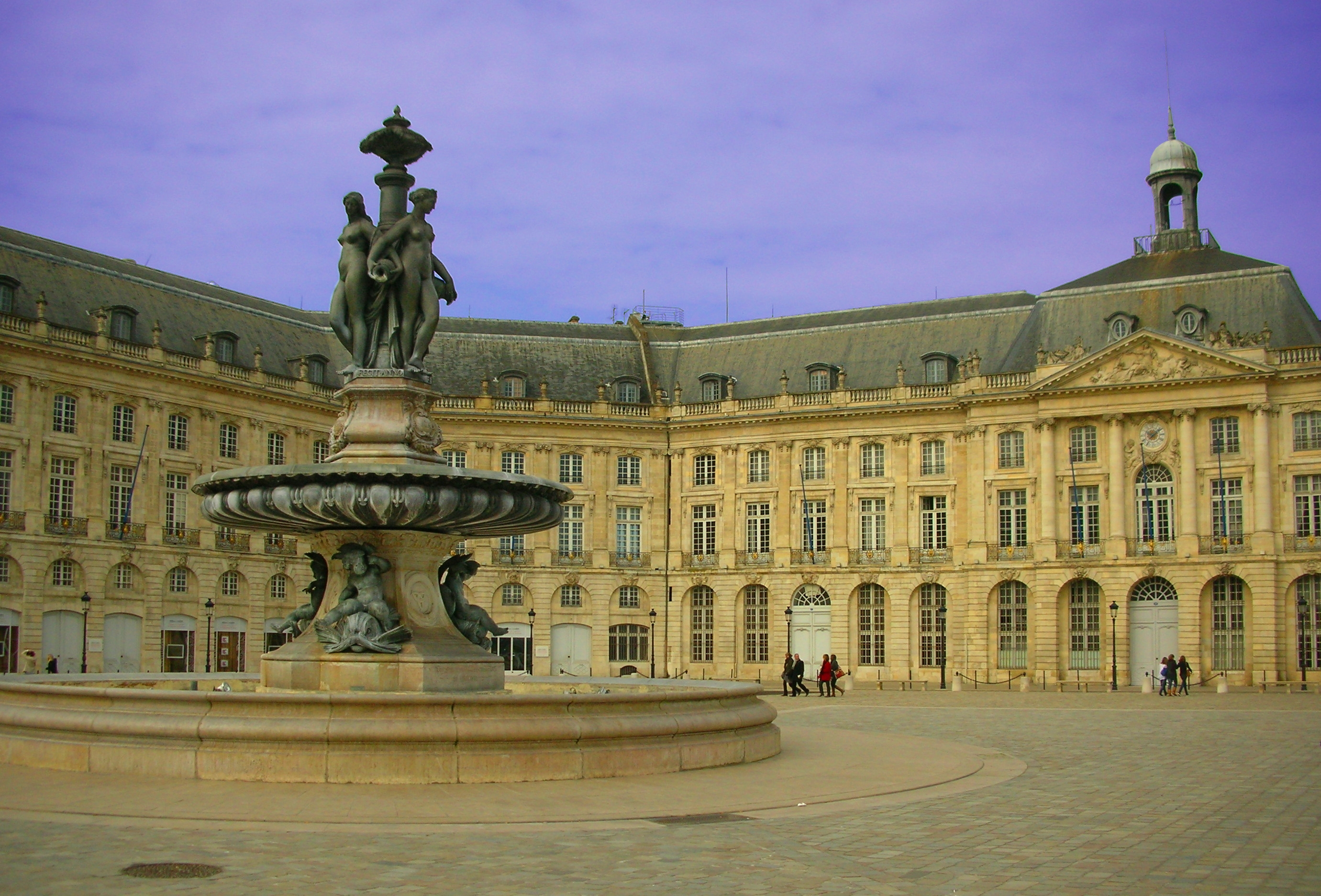
La Place de la Bourse de Bordeaux.
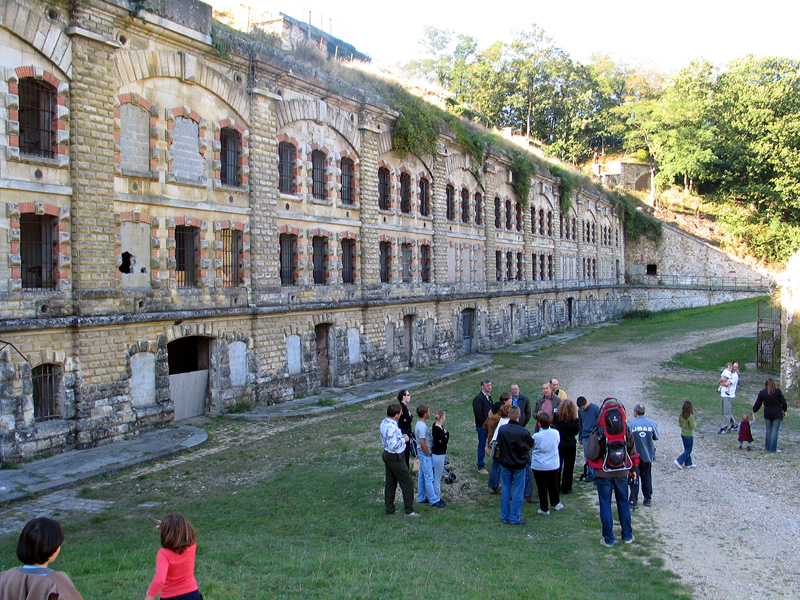
Le fort de Cormeilles.
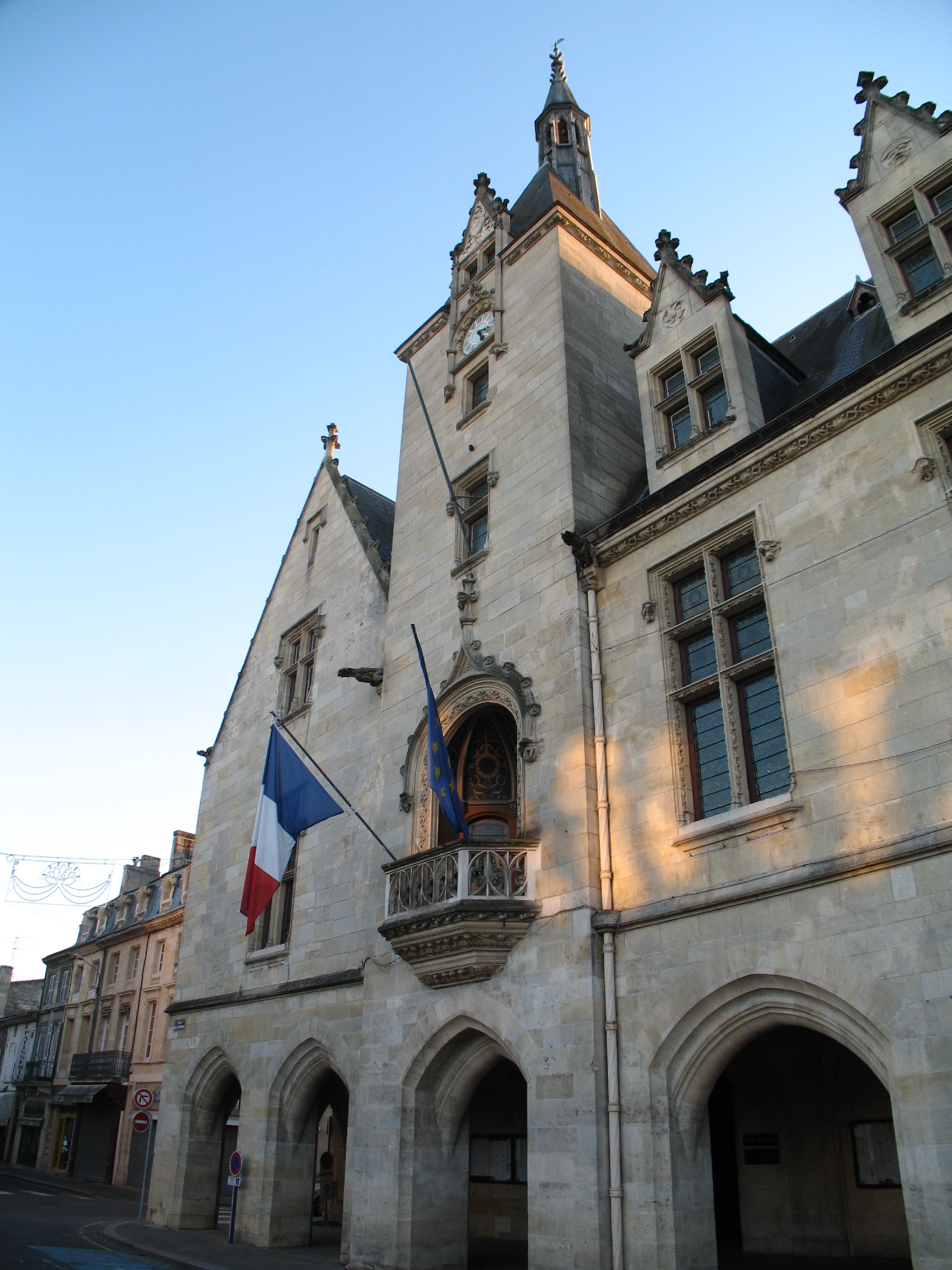
l'hôtel de ville de Libourne.
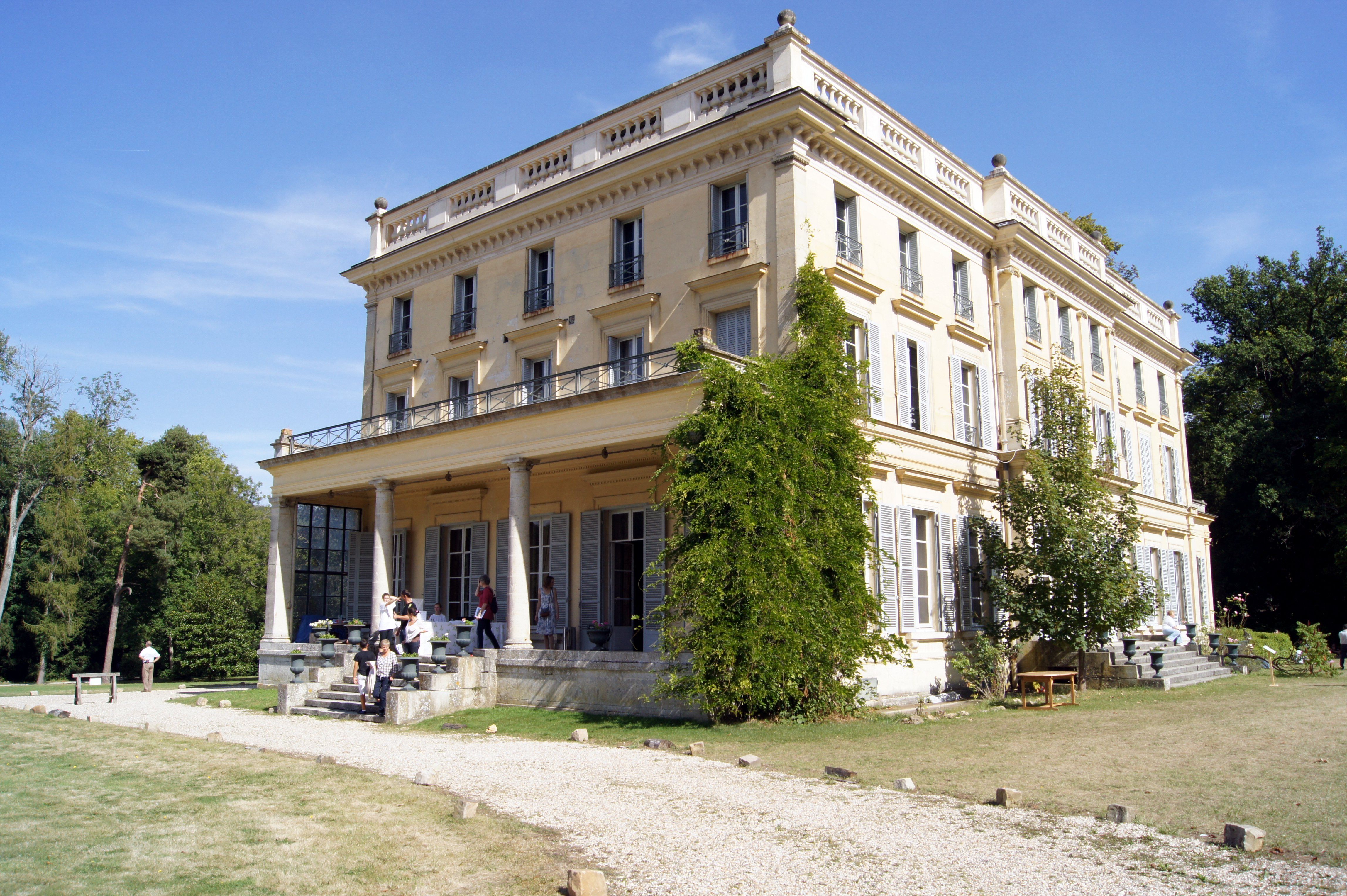
Le château de Vaugien à Saint-Rémy-lès-Chevreuse.

## Épisodes
| No. | Titre     | Réalisation                       | Scénario   | Diffusion en France |
| --- | --------- | --------------------------------- | ---------- | ------------------- |
| 1 | Épisode 1 | David Delrieux et Miguel Courtois | Dan Franck | 19 mai 2014         |
| Paris, en plein novembre 1940. La jeune Lili, dix-sept ans, rejoint le groupe du musée de l'Homme, l'un des premiers mouvements de résistance parisien, que dirige l'ethnologue Boris Vildé, et y rencontre Jeannot, puis les frères André et Bernard Kirschen avec qui elle va s'engager dans le combat avant de croiser le Gosse chez la comtesse… |           |                                   |            |                     |
| 2 | Épisode 2 | David Delrieux et Miguel Courtois | Dan Franck | 19 mai 2014         |
| Lili et le groupe du musée de l'Homme impriment le second numéro de Résistance dans un atelier d'un aéroport. La Gestapo y surgit et les arrête sous les yeux de Lili et le Gosse. Ces derniers rejoignent leur chef Boris Vildé et pensent que leurs amis ont été trahis par un des leurs. Ils vont devoir démasquer le traître… |           |                                   |            |                     |
| 3 | Épisode 3 | David Delrieux et Miguel Courtois | Dan Franck | 26 mai 2014         |
| Paris, en 1941. Alors que Boris Vildé, le Gosse et les membres du groupe du musée de l’Homme sont capturés par la Gestapo, ils attendent leur procès. Lili rejoint les Bataillons de la Jeunesse, nom donné aux groupes de jeunes communistes par un jeune homme de vingt-et-un ans surnommé Frédo. Ensemble, ils se forment pour venger leurs morts. Frédo et ses camarades assassinent plusieurs soldats allemands. |           |                                   |            |                     |
| 4 | Épisode 4 | David Delrieux et Miguel Courtois | Dan Franck | 26 mai 2014         |
| Lili est ravagée : Boris Vildé, le Gosse et quelques membres du réseau alors condamnés par un tribunal allemand sont fusillés. Exilée à Lyon, elle rencontre de nouveaux camarades et une Résistance moins violente et, une fois intégrée à ce Combat, elle transporte des journaux clandestins entre Lyon et Paris où elle lutte toujours avec les Bataillons de la Jeunesse. Plus elle multiplie les faits d’armes héroïques, plus elle réprime de pire en pire. Tombés dans la gueule du loup, ses frères d’armes, y compris André Kirschen, leur procès est annoncé par la radio qu'écoute Lili en attendant le verdict. |           |                                   |            |                     |
| 5 | Épisode 5 | David Delrieux et Miguel Courtois | Dan Franck | 2 juin 2014         |
| Alors que Bernard Kirschen est fusillé et André Kirschen déporté, Lili retourne à Lyon. Sur place, elle code des messages à destination de Londres et organise l'évasion de son amie Victoria, grande résistante du réseau Combat. Elle parvient aussi à identifier le traitre responsable de l'arrestation de ses amis avant d'être, à son tour, arrêtée par la Gestapo. |           |                                   |            |                     |
| 6 | Épisode 6 | David Delrieux et Miguel Courtois | Dan Franck | 2 juin 2014         |
| Lili parvient à s'évader. Elle quitte Lyon et se rend à Paris, où elle apprend qu'une opération se prépare. L'objectif est de libérer un chef de la Résistance qui n'est autre que son propre père. Les Alliés débarquent en Normandie et les jeunes combattants réunis à Paris livrent leurs derniers assauts. |           |                                   |            |                     |

## Univers de la série
Chaque personnage dans cette mini-série est réel ou inspiré pendant la Seconde Guerre mondiale.

### Personnages réels
- René Sénéchal dit « le Gosse », jeune comptable du Nord[1]. Il est arrêté, condamné à mort et fusillé avec Léon-Maurice Nordmann et Boris Vildé au fort du Mont Valérien, en février 1942.
- André Kirschen, dit « André Rossel », résistant et écrivain.
- Boris Vildé, linguiste, ethnologue au Musée de l'Homme et fondateur-dirigeant avec Paul Hauet l'un des premiers mouvements de Résistance, qui se désigne comme « Comité National de Salut public » et sera ensuite connu sous le nom de Réseau du Musée de l'Homme. Il est arrêté peu après, en mars 1941, avec son adjoint Anatole Lewitsky et plusieurs membres du réseau et emprisonnés, puis fusillés en février 1942.
- Berty Albrecht, dite « Victoria »[12], résistante, l'une des six femmes Compagnons de la Libération. Elle est morte par pendaison à la prison de Fresnes, en mai 1943.
- La comtesse Élisabeth de La Bourdonnaye[1], dite « Dexia »[16].
- Cristina Boïco, membre de la Main-d'œuvre immigrée.
- Jean Multon, transfuge de la Résistance devenu agent de la SIPO-SD de Marseille. Réfugié en Afrique du Nord au printemps 1944, réussit à s'engager dans l'armée de Libération et prit part au débarquement en Provence, il sera arrêté en février 1945, condamné à mort et fusillé au fort de Montrouge, en septembre 1946.
- Léon-Maurice Nordmann,  avocat et résistant juif. il est exécuté par les nazis au Mont Valérien, en février 1942.
- Sylvette Leleu, garagiste et résistante à Béthune qui est arrêtée avec ses compagnons du réseau du Musée de l'Homme en avril 1941, déportée et embarquée pour Ravensbrück. Elle est ensuite rescapée de la déportation en 1945[17].
- Pierre Tourette
- Pierre Georges, militant du Parti communiste et résistant.

### Personnages inspirés
- Jeannot : Jean Frydman[1], résistant, homme d'affaires et homme de communication franco-israélien
- Le père de Lili : Jean-Pierre Lévy, chef de l'un des trois grands mouvements de résistance française, Franc-Tireur[1].

## Accueil

### Audiences
Les trois premiers épisodes ont été projetés en avant-première en fin avril 2014 au Festival Séries Mania à Paris. Les deux premiers épisodes ont été diffusés  le 16 mai 2014 sur RTS Un en Suisse avant d'être diffusés en France.
Sur TF1 débutent « timidement » les deux premiers épisodes de la série en première partie de soirée du 19 mai 2014, en réunissant 5 200 000 téléspectateurs en moyenne, soit 22,8 % de part de marché : la chaîne est en tête des audiences. Derrière la mini-série historique se trouvent un nouvel épisode inédit de la troisième saison de la série américaine Rizzoli et Isles qui rassemble moyennement 4 800 000 téléspectateurs, soit 18,9 % du public et l'émission culinaire Cauchemar en cuisine avec Philippe Etchebest, regardée par 3 700 000 téléspectateurs,.
La semaine suivante, c'est-à-dire le 26 mai 2014, l'audience de la série baisse en accueillant 3 970 000 téléspectateurs, soit 14.7 % de part d'audience, battue par l'émission L'amour est dans le pré sur M6 avec 5 458 000 spectateurs, soit 22.0 % de part d'audience et Rizzoli et Isles sur France 2, 4 622 000 habitués, soit une part d'audience de 16.9 %.
Les deux derniers épisodes, diffusés le 2 juin 2014, n'ont été vus que par 3 550 000 téléspectateurs en moyenne, soit une part d’audience moyenne de 15 %.

### Accueil critique
Avant la diffusion de la première partie de soirée, Le Figaro TV partage son avis : « une série de prestige, écrite par Dan Franck pour le 70e anniversaire de la Libération. Gros budget, grands comédiens, sujet magnifique », tout comme Sylvain Merle du Parisien : « un récit passionnant signé Dan Franck, qui s'est appuyé sur des histoires vraies ».
Par contre, Samuel Douhaire du Télérama a su expliquer « pour les spectateurs habitués à la subtilité du traitement historique dans Un village français, cette succession d'aventures spectaculaires (fussent-elles authentiques) pourra sembler un poil manichéenne — conséquence du choix du producteur de ne pas aborder la dimension politique, et notamment les rivalités entre les réseaux de résistants. Mais l'ampleur chorale du récit, inattendue pour une fiction diffusée sur TF1, l'efficacité des scènes d'action et le charme des jeunes comédiens, la très convaincante Pauline Burlet en tête, rendent cette Résistance plutôt séduisante ». Frédéric Lohézic du Télé 7 jours prévient également que, « par rapport à Un village français, cette fiction se focalise sur ces jeunes de toutes conditions au service de la liberté. Instructif et émouvant ».
Le site AlloCiné lui attribue une note moyenne de 3,1/5 pour 49 notes dont 13 critiques en huit jours.

## Produits dérivés

### Sorties en DVD et disque Blu-ray
Les DVD et Blu-ray sortent le 11 juin 2014 en France.